# Atanasio Bimbacci
Atanasio Bimbacci (Firenze, 1649 – Roma, post 1730) è stato un pittore italiano.

## Biografia
Atanasio Bimbacci è figlio del notaio "Ser Marchionne del quondam Iacopo Bimbacci" e di Margherita di Domenico Gori. Fu introdotto nel mondo della pittura dal suo patrono cardinale Leopoldo de Medici, che gli fece ottenere dal granduca Ferdinando II una borsa di studio per studiare pittura con Livio Mehus. Successivamente, Cosimo III inviò Atanasio Bimbacci a Roma a proprie spese per migliorare il suo disegno e la pittura di paesaggio presso l'Accademia Fiorentina, fondata nel 1673 e diretta dal pittore Ciro Ferri e dallo scultore Ercole Ferrata. Tornato a Firenze per motivi di salute, Atanasio Bimbacci lavorò per il cardinale Francesco Maria de Medici, che gli affidò l'esecuzione di scenografie e la decorazione del teatro dell'Accademia dei Sorgenti .
Molte opere con temi mitologici e allegorici si trovano in chiese e palazzi fiorentini. Ha anche prodotto dipinti a tema religioso per la granduchessa Vittoria della Rovere, nelle ville medicee di Pratolino, Lappeggi e Poggio Imperiale, che sono in gran parte perdute; ci sono solo alcune tele nelle chiese fiorentine come San Luigi Gonzaga (1700), che si trova nella chiesa di Santa Maria Maddalena de 'Pazzi. Tuttavia, la sua opera più significativa è la decorazione della cappella dedicata a San Francesco di Paola, di cui l'artista affrescò la cupola (1705), oltre a due tele Natività di Cristo e Assunzione della Vergine.
Il suo protettore Francesco Maria de Medici morì il 3 febbraio 1711, e ad Atanasio Bimbacci mancò improvvisamente anche il lavoro a Firenze e dunque si recò a Roma con il poeta Domenico Gionantoni, riprendendo un'attività senza grandi slanci. La data della sua morte è sconosciuta, si sono perse le sue tracce a Roma negli anni attorno al 1730.

## Opere
Firenze

- Storie di Apollo e figurazioni delle Stagioni e dei Mesi, Palazzo dei Marchesi Del Monte;
- Allegoria della Virtù e Allegorie della Gloria, Casa Peruzzi;
- Ratto di Ganimede con Giunone e Ninfe, Casa Morelli;
- Allegoria della Fatica che congiunge in matrimonio l'Anima col Sonno, palazzo Ricasoli;
- San Luigi Gonzaga (1700), chiesa di Santa Maria Maddalena de' Pazzi;
- Pittura affresco della cupola (1705), San Francesco di Paola Cappella, Chiesa di San Giuseppe;
- la Natività di Cristo e l'Assunzione della Vergine, cappella San Francesco di Paola;
- Affresco del chiostro, chiesa di Santo Spirito.